# 1941 في لبنان
فيما يلي قوائم الأحداث التي وقعت خلال عام 1941 في لبنان.

## سياسة

### تعيين في المنصب
- 7 أبريل – ألفرد جورج النقاش رئيس وزراء لبنان،رئيس الجمهورية اللبنانية.

### انتهاء فترة المنصب
- 4 أبريل – إميل إده رئيس الجمهورية اللبنانية.
- 26 نوفمبر – ألفرد جورج النقاش رئيس وزراء لبنان.

## مواليد

### يناير
- 1 يناير – إلياس عودة
- 1 يناير – فيصل مولوي سياسي لبناني.
- 1 يناير – محمود مبسوط
- 1 يناير – مصطفى علي الجوزو
- 1 يناير – موسى وهبه فيلسوف لبناني.

### فبراير
- 10 فبراير – عدنان كريمة صحافي لبناني.

### أبريل
- 1 أبريل – برهان علوية مخرج أفلام لبناني.

### يوليو
- 19 يوليو – تشارلز فيلنوف صحفي فرنسي.[1]

### سبتمبر
- 1 سبتمبر – طوني فرنجية سياسي لبناني.
- 2 سبتمبر – إبراهيم نجار سياسي لبناني.

## وفيات

### يناير
- 1 يناير – خير الدين الأحدب (مواليد 1894) سياسي لبناني.

### يوليو
- 25 يوليو – حمد صعب (مواليد 1892) قائد عسكري لبناني.